# Batiatycze (przystanek kolejowy)
Batiatycze (ukr. Батятичі, ros. Батятыче) – przystanek kolejowy w miejscowości Kamionka Bużańska, w rejonie lwowskim, w obwodzie lwowskim, na Ukrainie. Leży na linii Lwów – Sapieżanka – Kowel. Nazwa pochodzi od pobliskiej wsi Batiatycze.